# Копачівка (Луцький район)
Копачі́вка — село в Україні, у Луцькому районі Волинської області. Село є центром  територіальної громади.

## Географія

### Географія
Територія Копачівської сільської ради розташована в південно-східній частині Рожищенського району, Волинської області. Загальна площа села, станом на 2016 рік – близько 5 км. кв. Від с. Копачівка до обласного центру м. Луцьк 18 км, а до сусіднього м. Рожище 4 км. Недалеко знаходиться місто Ківерці (23 км). Основні вантажопасажирські перевезення здійснюються через залізничну станцію Рожище, відстань до якої 4 км.

### Клімат
Клімат с. Копачівки помірно-континентальний, з м'якою зимою і теплим літом. Середньорічна температура повітря становить 7,4°С, найнижча вона у січні (-4,9°С), найвища — в липні (18,0°С). В останні 100—130 років температура повітря в Копачівці, так само як і в цілому на Землі, має тенденцію до підвищення. Протягом цього періоду середньорічна температура повітря підвищилася щонайменше на 1,0°С. Більшим, у цілому, є підвищення температури в першу половину року. Спостереження за погодою веде метеостанція в м. Луцьку відстань до якої 18 км.

## Походження і давня історія
До 1795 Копачівка була у складі Волинського воєводства, Луцького повіту, адміністративної одиниці Речі Посполитої. З 1795 року у Російській імперії – Волинська губернія, Луцький повіт, Рожищенська волость. З 1921 року у Другій Речі Посполитій – Волинське воєводство, Луцький повіт, Рожищенська гміна. У 1939 році увійшла до складу Рожищенського району, Волинської області УРСР, а з 1991 року України.
Найдоречніше стверджувати, що назва села походить від антропоніма «Копач» - «той, хто копає землю» - землероб. Це підтверджує і зображення герба родини Вільчевських, яка одна з перших з’явилась в Копачівці і, ймовірно, була причетна до його заснування. На гербі цієї родини зображено три лемеші (наконечники до рала) – символи землеробства.
Село під назвою Копачівка виникло не раніше ніж у XVII ст. Це підтверджують матеріальні знахідки у вигляді керамічних залишків, документальні свідчення, а також історичні особливості розвитку цього населеного пункту. Перша відома писемна згадка про село – запис у метричній книзі Сокільського римсько-католицького костелу про те, що село Копачівка приєднується до парафії костелу, що датується 1744 роком.
Копачівка була виключно польським поселенням, у якому до 1914 року українці не проживали. Це єдине такого роду поселення на території Рожищенського району. Заснування села стало наслідком укладення Люблінської унії 1569 року, коли були об’єднанні Польське королівство з Литовським князівством у одну державу Річ Посполиту. Це об’єднання дало можливість польській шляхті розширити межі свого економічного впливу. Територія Волині була сприятливою для ведення господарств, що виробляли продукти на продаж. Тому сюди масово почала переселятися околична шляхта у пошуках можливостей для заробітку.

## У складі Російської імперії (1795-1917 рр.)
Після поділів Речі Посполитої у входження Волині до Російської імперії, згідно з наказом російського Сенату від 2 липня 1796 року, Копачівка у складі Рожищенського ключа, передавалася у вічну й спадкову власність генерал-губернатору Могилівського намісництва Пассеку Петру Богдановичу. Окрім Копачівки до складу Рожищенського ключа тоді входили м. Рожище,  села Пожарки, Теремне, Седмірки, Жолобів, Топільне, Дубище, Велика та Мала Рудня, Липляни, Старе і Нове Підбереззя, Одеради. У документі, що датується 1798 роком, у якому описується власність Петра Богдановича Пассека є дані і про Копачівку. Тоді у селі було 14 дворів, у яких проживали 37 чоловіків та 36 жінок шляхетського стану та одна сім’я міщанського стану. Цей документ підтверджує думку про Копачівку як шляхетське поселення.
У різний час село у складі Рожищенського ключа маєтків належало графу Валеріану Антонію Стройновському, графу Бальтазару Коморовському, Ользі Стройновській, князям Багратіон-Імеретинським, поручнику Івану Семіонтковському, князю Дмитру Голіцину та барону Миколі фон Мекку.
У 1840-х Копачівка стає одним із сіл, які швидко розвиваються, завдяки вигідному тепер положенню: повз село прокладають один із головних шляхів країни — Брест-Литовський тракт, а також, у 1846 році, будується важливий об’єкт тогочасного транспортного руху — поштова станція. Тоді ж більшає і людей у селі, у зв’язку з потребою у робочій силі та зростанням його ролі у волості.
В 1867 році в селі засновується німецька колонія, мешканці якої активно долучаються до життя сільської громади і проживають тут до початку Другої світової війни у 1939 році. Німці в колонії займалися сільським господарством, виготовляючи молочні продукти на продаж.
У цей час також збільшується єврейська громада села. У 1897 році з 648 мешканців 226 було єврейської національності. З середини XIX ст. євреї займали ремісничу та гендлярську нішу в господарському житті села. Була збудована синагога. Громада припинила існування внаслідок нацистських злочинів 23 серпня 1942 року, коли було зліквідоване гетто у Рожищі.

## У складі II Речі Посполитої (1921-1939 рр.)
Після входження Волині у склад Другої Речі Посполитої, у село прибувають осадники, колишні військові польської армії, що забудовують нове поселення під назвою Нова Копачівка. До складу сільської громади входили суміжні населені пункти: село Бейнарівка, колонії Копачівський посьолок, Нова Копачівка, Магазин, Олександрово, Стара Олександрівка, військова осада Корчівка.
У цей час в селі створюється осередок польської патріотичної організації «Союз стрільців». Діє відтинок польської патріотичної організації OZN.

## Перші "совєти" та німецька окупація
Після початку Другої світової війни і входження краю до складу УРСР, у 1939 році, створюються місцеві органи радянської влади – селянські комітети. У грудні 1940 року починає діяльність сільська рада, яка охоплювала населені пункти Копачівка, Нова Копачівка, Магазин, Олександрово, Поляни, Підліски, Стара Олександрівка, Тростянка. Сільська рада припиняла свою діяльність з 26.06.1941 по 22.03.1944 р. у зв’язку з німецькою окупацією. У цей час як орган місцевого урядування в селі діяла сільська управа.
У 1943 році внаслідок загострення польсько-українських відносин, у селі створюється підвідтинок польської самооборони, що входив до складу відтинку АК «Коло», який діяв у Рожищенському районі. Мешканці села стають активними діячами польського підпілля.

## У післявоєнний період і часи Незалежності
28 березня 1944 року вважається офіційним днем нацистської деокупації, коли військові 292 стрілецького полку у складі 181 стрілецької дивізії ввійшли в село. Відновлюють діяльність органи радянської влади. Внаслідок обміну населенням між урядами ПНР і УРСР, восени 1944 року, змінюється національний склад села. Переважна більшість польських мешканців виїхали у Вармінсько-Мазурське воєводство, село Зельонка-Пасленцька. У Копачівку переселилися українці переважно з Холмського та Грубешівського повітів.
5 квітня 1948 року за ініціативи 19 членів сільського активу було створено колективне господарство «Перше травня». Тоді ж було прийнято статут господарства та перших його членів. У 1968 році на базі колгоспу організовано насінницький радгосп, а у 1973 році побудували нове адміністративне приміщення контори радгоспу та сільської ради.
У 1980 році в Копачівці відкривається дитячий садочок на 120 місць. Через нестачу фінансування у 1998 році його закривають, а в 2002-му стараннями громади він поновлює свою роботу. У 1983 році відкрито павільйон побутового обслуговування, новий Будинок культури, у приміщенні якого діють бібліотека, відділення зв’язку, спортивний зал. У 1995 році в селі проведено газ, а в 2010 році зроблено освітлення центральних вулиць.
У 1992 році закладено камінь під будівництво сільського храму, який почав діяльність у 2003 році як Свято-Вознесенський. В 2012 році було освячено місце, закладено перший камінь і розпочато будівництво храму Святого Іллі. 5 серпня 2018 року в Копачівці освячено храм УПЦ КП на честь пророка Божого Іллі.
У жовтні 2017 року Копачівка стала центром об’єднаної громади внаслідок об’єднання Копачівської, Кременецької, Залісцівської, Березолуківської, Уляниківської та Любченської сільських рад.
Влітку 2020 року на другому поверсі будинку культури відкрили молодіжний центр Did Uhim.

## Історія школи

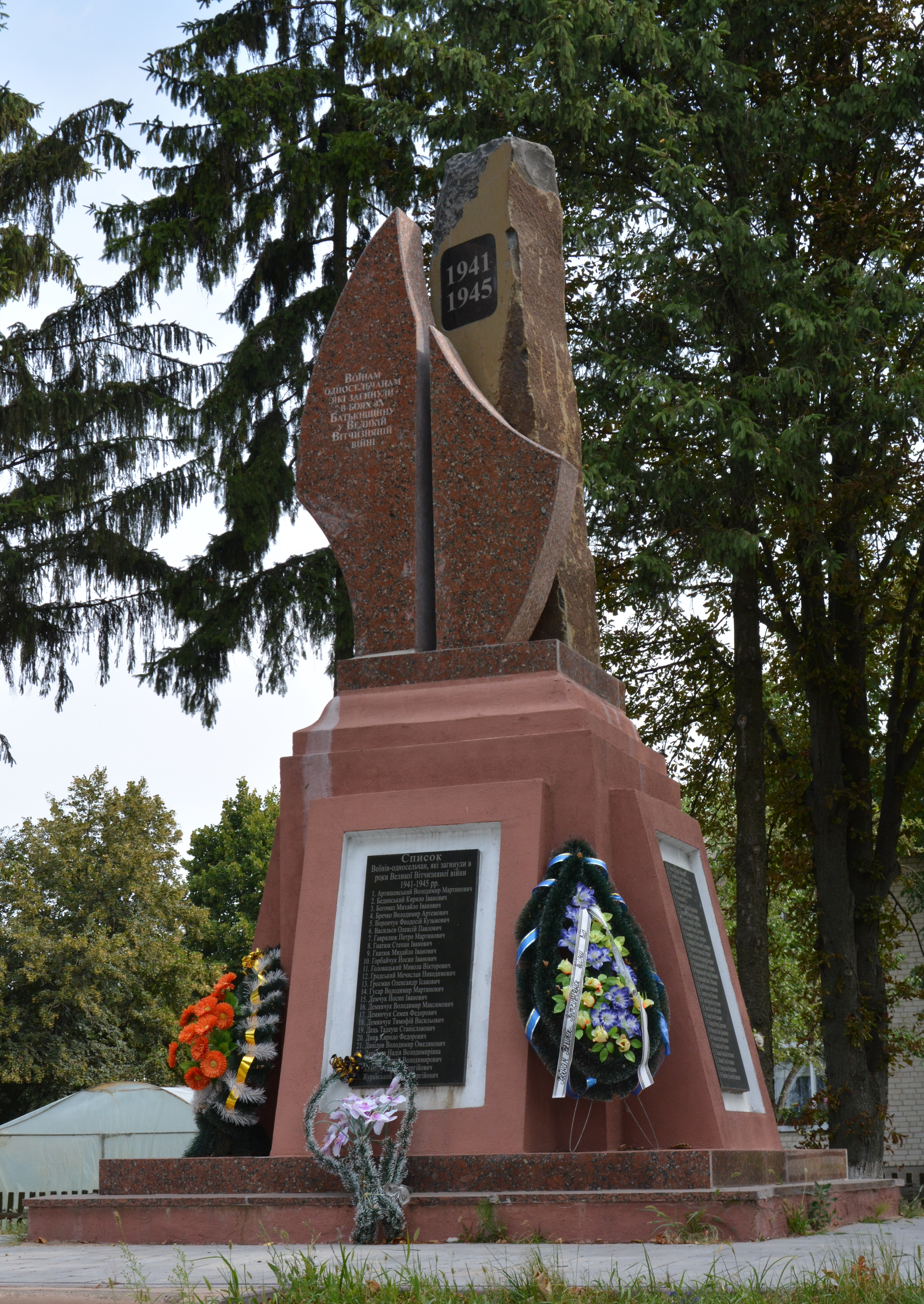
Монумент Слави на честь воїнів-односельчан, загиблих в роки Німецько-радянської війни

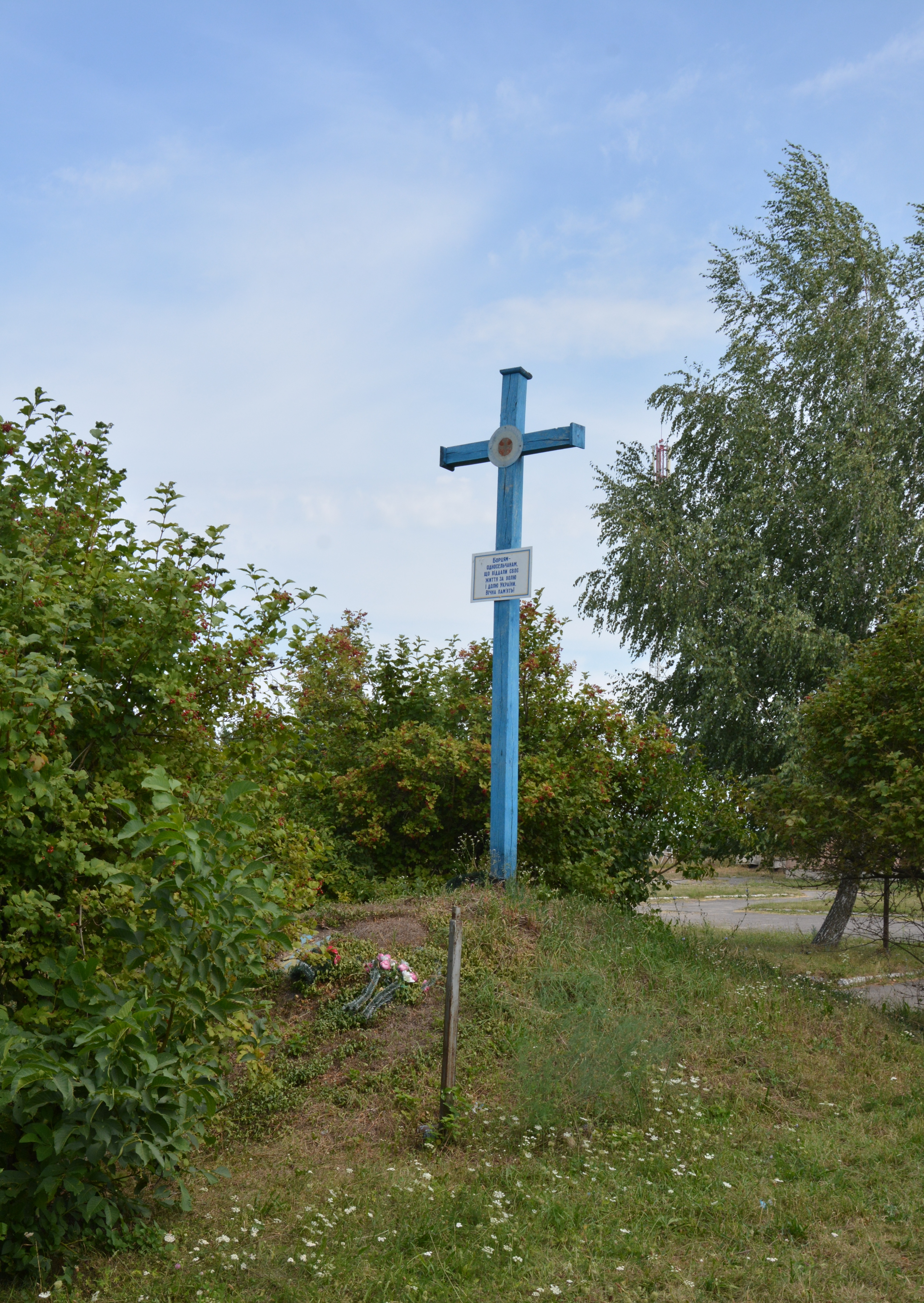
Хрест у пам'ять борців-односельчан, загиблих у боротьбі за волю України

Школа в селі Копачівка

## Відомі люди
- Суль Павло — керівник Рожищенського районного проводу ОУН, лицар Срібного хреста бойової заслуги УПА 2 класу, Бронзового хреста заслуги УПА. Загинув поблизу села.
- Казван Дмитро - український військовик, майор УПА, начальник штабу військової округи ВО «Богун». Директор школи в селі Копачівка у 1939-1940 рр.
- Єрьомін Іван Іванович - учасник оборони Севастополя 1853-1855 рр. Мешканець села Копачівка.
- Струцюк Йосип Георгійович -  український письменник-шістдесятник. Учень школи села Копачівка.

## Населення
Згідно з переписом УРСР 1989 року чисельність наявного населення села становила 1542 особи, з яких 723 чоловіки та 819 жінок.
За переписом населення України 2001 року в селі мешкало 1325 осіб.
Кількість населення станом на січень 2017 р. – 1475 мешканців.

### Мова
Розподіл населення за рідною мовою за даними перепису 2001 року:
| Мова       | Відсоток |
| ---------- | -------- |
| українська | 99,17 %  |
| російська  | 0,75 %   |
| білоруська | 0,08 %   |